# Heungseon Daewongun
Heungseon Daewongun (흥선대원군, 1820–1898) ou o Daewongun (대원군), ou formalmente Heungseon Heonui Daewonwang (흥선헌의대원왕) e também conhecido no Ocidente como Príncipe Gung, era o título de Yi Ha-eung, regente da dinastia Joseon durante a década de 1860.

## Carreira
Daewongun se traduz literalmente como "príncipe da grande corte", um título habitualmente concedido ao pai do monarca reinante quando esse pai não reinava (geralmente porque seu filho havia sido adotado como herdeiro de um parente que reinou). Embora tenha havido três outros Daewonguns durante a dinastia Joseon, nenhum era tão dominante quanto Yi Ha-Eung, então o termo Daewongun geralmente se refere especificamente a ele.
Joseon estava passando por mudanças em muitos aspectos durante esse período, mas na maioria das vezes não conseguiu acompanhar a situação em rápida mudança em que o país se encontrava. Yi Ha-eung teve que resolver a ameaça iminente representada pelas nações ocidentais, que estavam continuamente invadindo a soberania dos estados orientais, enquanto, ao mesmo tempo, tentava reconstruir um país devastado pela pobreza e lutas internas pelo poder. Ele é lembrado tanto pelas amplas reformas que tentou durante sua regência, quanto pelo que foi descrito pelo historiador Hilary Conroy como "aplicação vigorosa da política de reclusão, perseguição de cristãos e assassinato ou expulsão de estrangeiros que desembarcaram em solo coreano".